# Anyámon a tanárom
Az Anyámon a tanárom (eredeti cím: Mr. Woodcock) 2007-ben bemutatott amerikai vígjáték, melyet Craig Gillespie rendezett. A főbb szerepekben Seann William Scott, Billy Bob Thornton, Susan Sarandon, Amy Poehler és Ethan Suplee látható. 
Az Amerikai Egyesült Államokban 2007. szeptember 14-én mutatták be a mozikban, kritikai fogadtatása negatív volt.

## Rövid történet
John Farley, a sikeres író szülővárosába visszatérve rádöbben, hogy édesanyja azzal a tornatanárral randevúzik, aki anno az iskolában megkeserítette Farley életét. 

## Cselekmény
John Farley (Seann William Scott) sikeres író. Visszatér szülővárosába, Nebraskába átvenni egy díjat. Hazaérezve megtudja, hogy megözvegyült édesanyja, Beverly (Susan Sarandon) Farley egykori tornatanárának, Jasper Woodcocknak (Billy Bob Thornton) az élettársa. Farley nem örül a hírnek, mert emlékszik, hogy Woodcock annak idején zsarnoki módon bánt vele.
Woodcock and Beverly eljegyzi egymást, Farley a film során folyamatosan próbálja meggyőzni édesanyját, hagyja el Woodcockot és különböző kihívásokon keresztül igyekszik legyőzni ellenfelét. Gyerekes viselkedése miatt egykori osztálytársa, Tracy (Melissa Sagemiller), aki iránt Farley romantikus érzelmeket táplál, nem hajlandó vele többé találkozni.
Farley ugyanazon a díjkiosztón veheti át díját, amelyen Woodcock is megkapja az "Év legjobb tanára" kitüntetést. A tanár veszi át elsőként a díjat, az egybegyűltek dicsérő szavakkal illetik az általuk nagyszerű pedagógusnak tartott Woodcockot. Farley tiltakozásul egész ünnepi beszédét annak szenteli, hogy leleplezze volt tanára rossz tulajdonságait. A hallgatóság ezzel nem ért egyet és Woodcock verekedésre hívja ki Farleyt. Ezt látva Beverly szakít a férfival.
Másnap Farley és édesanyja meghitt beszélgetést folytat: Beverly elmondja neki, hogy fiát önzőnek tartja, mert apja halála óta minden férfit elüldözött mellőle. Farley beismeri hibáit és megpróbál bocsánatot kérni Woodcocktól. A bocsánatkérés rosszul sül el, a két férfi összeverekszik és a tanár kórházba kerül. Beverly és Farley meglátogatja őt és látszólag sikerül végre kibékülniük. Farley kijelenti, hogy az élet értelme tanulni a múltból és elfogadni azt – szerinte épp Woodcock bánásmódja tette őt azzá a sikeres emberré, aki. 
Woodcock and Beverly összeházasodik, Farley összejön Tracyvel és megírja második könyvét, melynek témája az önbizalom.

## Szereplők
| Színész             | Szerep                | Magyar hang      |
| ------------------- | --------------------- | ---------------- |
| Billy Bob Thornton  | Jasper Woodcock       | Barbinek Péter   |
| Seann William Scott | John Farley           | Gáspár András    |
| Susan Sarandon      | Beverly Farley        | Andresz Kati     |
| Ethan Suplee        | Nedderman             | Scherer Péter    |
| Amy Poehler         | Maggie Hoffman        | Bognár Gyöngyvér |
| Melissa Sagemiller  | Tracy Detweiller      | Sánta Annamária  |
| Kurt Fuller         | Luke Jessop tanácstag | Áron László      |
| M. C. Gainey        | Hal a borbély         |                  |
| Brent Briscoe       | második fodrász       |                  |

## Fogadtatás
Az Anyámon a tanárom a Rotten Tomatoes weboldalon 112 kritika alapján 14%-os értékelést szerzett. A Metacritic weboldal értékelése alapján 41%-on áll, ami 25 kritikán alapul. Bár a filmet erősen kritizálták, Roger Ebert 4 csillagból 3-at adott rá.
Egy 2009-es interjúban Seann William Scott azt nyilatkozta, Thorntonnal sok időt töltöttek együtt a forgatáson azzal, hogy arról beszélgettek, mennyire szörnyű ez a film. A színész hozzátette: „Nincs rosszabb, mint elmenni egy forgatásra abban a tudatban, hogy az a film véget vethet a karrieremnek”.

## Házimozi-megjelenés
2008. január 15-én jelent meg DVD-n és Blu-ray-en.

## Fordítás
- Ez a szócikk részben vagy egészben  a   Mr. Woodcock című angol Wikipédia-szócikk fordításán alapul.  Az eredeti cikk szerkesztőit annak laptörténete sorolja fel. Ez a jelzés csupán a megfogalmazás eredetét és a szerzői jogokat jelzi, nem szolgál a cikkben szereplő információk forrásmegjelöléseként.